# IC 1308
IC 1308 ist ein H-II-Gebiet und eine große Sternassoziation in der Galaxie NGC 6822. Das Objekt wurde am 18. Juni 1887 von dem Astronomen Francis Leavenworth entdeckt.